# 121. vestlige længdekreds
Den 121. vestlige længdekreds (eller 121 grader vestlig længde) er en længdekreds, der ligger 121 grader vest for nulmeridianen. Den løber gennem Ishavet, Nordamerika, Stillehavet, det Sydlige Ishav og Antarktis.